# Jüdischer Friedhof Birkenfeld (Nahe)

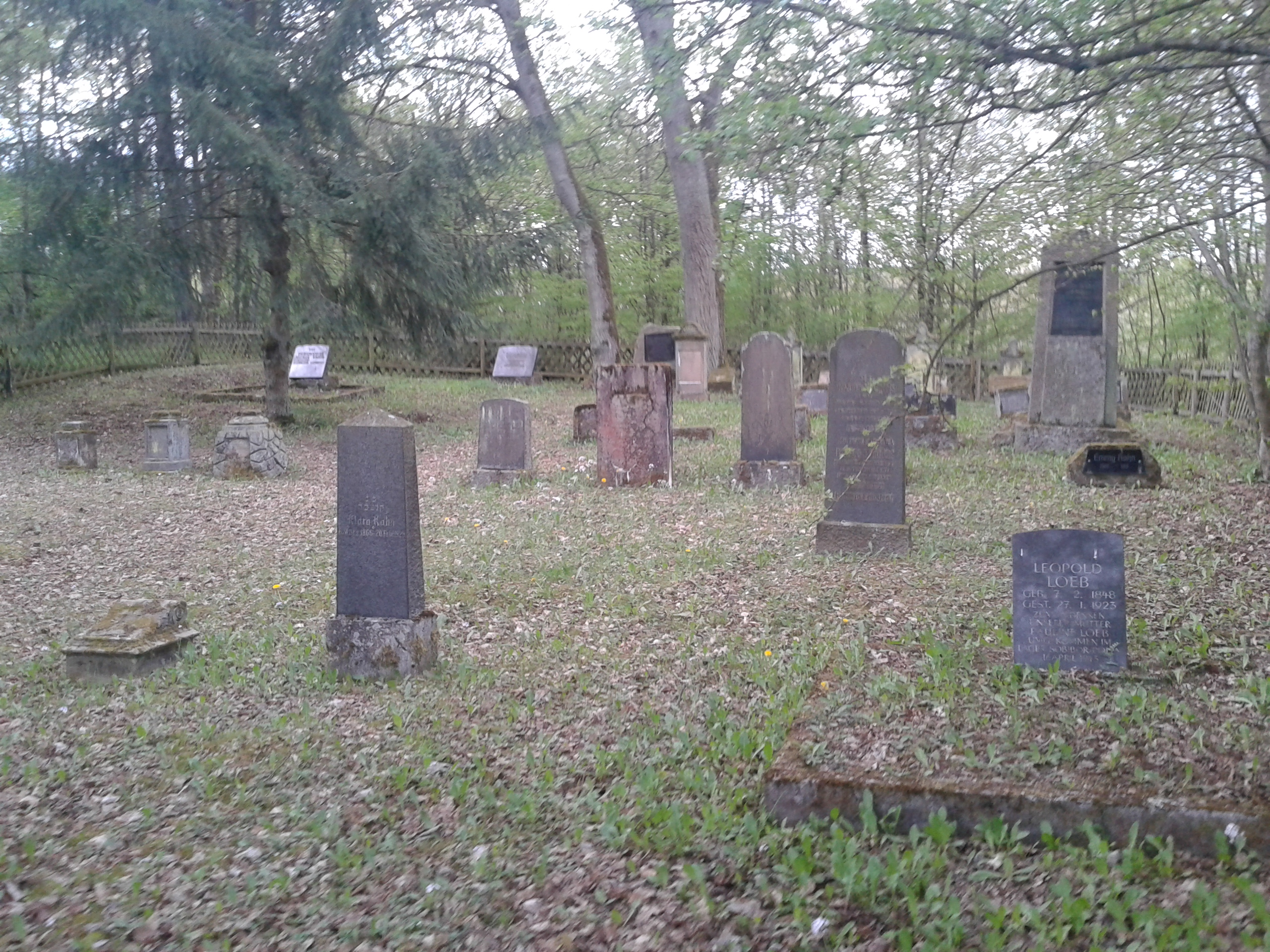
Jüdischer Friedhof in Birkenfeld

Der Jüdische Friedhof in Birkenfeld, einer Stadt im Landkreis Birkenfeld in Rheinland-Pfalz, wurde 1891/92 angelegt. Der jüdische Friedhof liegt südwestlich der Stadt am Dambacher Weg. Er ist ein geschütztes Kulturdenkmal.
Die Toten der jüdischen Gemeinde in Birkenfeld wurden zunächst auf dem Jüdischen Friedhof in Hoppstädten bestattet. Der älteste Grabstein auf dem jüdischen Friedhof in Birkenfeld ist von 1895. Der Friedhof wurde bis in die Zeit des Nationalsozialismus belegt.  
In der Zeit des Nationalsozialismus kam der Friedhof in den Besitz der Stadt Birkenfeld, die Grabsteine veräußerte. Auf dem 743 m² großen Friedhof sind heute noch 19 Grabsteine vorhanden. 
Im Jahr 1969 wurde auf dem Friedhof eine Gedenktafel mit folgender Inschrift angebracht: „Zum Gedenken an die vertriebenen und verfolgten jüdischen Mitbürger unserer Stadt 1933–1945.“